# Мердок, Шон
Шон Ме́рдок (англ. Sean Murdoch; род. 31 июля 1986, Эдинбург) — шотландский футболист, Вратарь. Играл за «Данфермлин Атлетик»«Форфар Атлетик», «Гамильтон Академикал», «Аккрингтон Стэнли», «Хиберниан» и «Рочестер Райнос». Бывший игрок сборных Шотландии до 18 и 19 лет.

## Карьера

### Клубная
Начинал заниматься футболом в академии «Харт оф Мидлотиан», но в 2003 переехал играть в «Данфермлин Атлетик». После перехода ещё два года играл за «молодёжку». В 2005 на правах аренды играл за «Форфар Атлетик», который позже продлил его аренду. В следующем сезоне снова был арендован «Форфаром». Позже ездил в аренду играть за «Гамильтон Академикал». В 2007 году дебютировал в «Данфермлине», сыграв матч Кубка УЕФА против «Хеккена». В конце года Шон покинул команду и подписал контракт с «Гамильтон Академикал». В команде числился три года, за которые сыграл всего 14 матчей, будучи не в состоянии конкурировать с основными вратарями клуба, в 2011 покинул команду. Позже подписал контракт с английским клубом «Аккрингтон Стэнли», который по итогам года тоже покинул. В октябре 2012 стал игроком «Хиберниана».

### Международная
Вызывался в сборную Шотландии (до 18) в 2003 году, будучи игроком «молодёжки» «Данфермлин Атлетик». Сыграл за неё 11 матчей. В 2006 сыграл восемь матчей за сборную до 19 лет.